# Triumph International

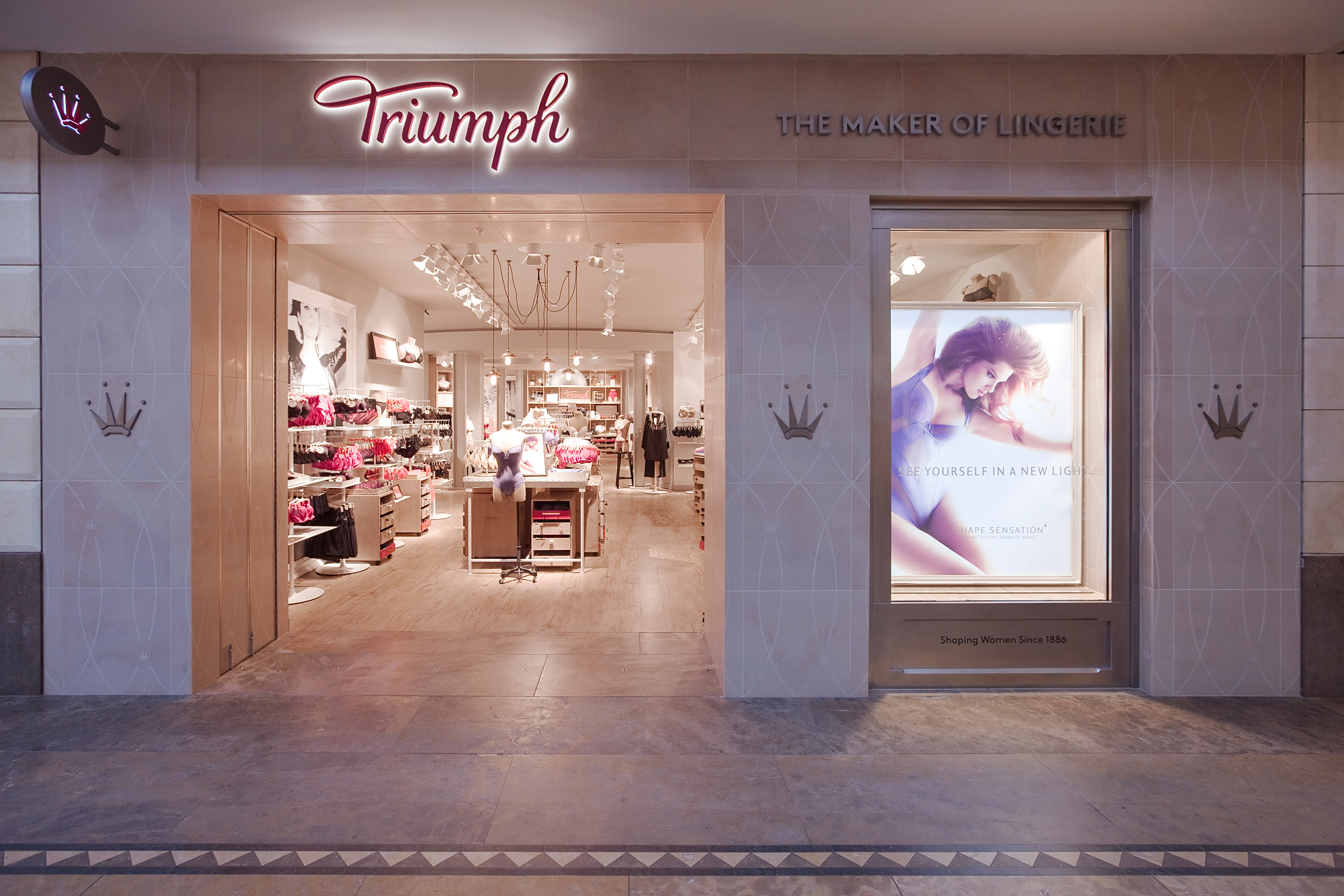
Een Triumph-winkel

Triumph International is een internationale fabrikant van ondergoed. Het bedrijf is in 1886 door de firmanten Spiesshofer & Braun opgericht te Heubach in de Duitse deelstaat Baden-Württemberg. De handelsnaam "Triumph" werd in 1902 vastgelegd.
Het bedrijf heeft een omzet van circa 1,9 miljard dollar en kent ruim 42.000 medewerkers in 45 landen. De producten worden naar meer dan 130 landen geëxporteerd. Triumph maakt ondergoed, badkleding en nachtgoed met als merken bijvoorbeeld Sloggi, Florale, Fashion Style en BeeDees.
Met meer dan 300 verkooppunten door heel Nederland is Triumph een van de grootste lingeriemerken van Nederland. Naast eigen Triumph winkels wordt de lingerie ook verkocht bij multi-brand winkels, zoals de Bijenkorf, Livera, Hudson Bay.
Sinds augustus 2009 heeft Triumph International ook een eigen online winkel.